# شهرستان بنتون (میسیسیپی)
شهرستان بنتون در شمال ایالت میسیسیپی، واقع در ایالات متحده آمریکا می‌باشد. جمعیت این شهرستان ۸٬۷۲۹ نفر (سال ۲۰۱۰) و وسعت آن ۱٬۰۵۸ کیلومتر مربع است. مرکز این شهرستان شهر اَشلند می‌باشد.